# Ameles aegyptiaca
Ameles aegyptiaca — один з видів богомолів середземноморського та передньоазійського роду Ameles, мешкає в Єгипті. На думку низки дослідників може бути синонімом Ameles heldreichi.

## Опис
Відомий лише за 3 екземплярами: 2 самці та 1 самиця. Тіло невелике, від бурого до сірого кольору. Черевце імаго обох статей пряме, не загинається догори. Самці тендітні, крилаті, довжиною близько 2,5 см. Самиця кремезніша, черевце циліндричне, тіло коротше, близько 2,2 см, крила сильно вкорочені. Фасеткові очі кулясті. Передньоспинка коротка, менше ніж удвічі довша за найбільшу ширину
Киль посередині передньоспинки не досягає ані надтазикового розширення, ані заднього краю. Перший членик лапки задньої ноги коротший за другий. Жилки крил з брунатними крапками.
Дуже подібний до близького виду Ameles heldreichi, відрізняється кулястими очами без горбика. Низка дослідників вважають їх одним видом

## Ареал
Описаний з Єгипту, за межами країни невідомий.